# ŽKK Brod na Savi Slavonski Brod
ŽKK Brod na Savi je hrvatski ženski košarkaški klub iz Slavonskog Broda. Sjedište je na adresi Stanka Vraza 2a u Slavonskom Brodu. Klub utakmice igra u dvorani Vijuš.

## Povijest
Klub je osnovan 10. rujna 2010. godine. Osnovalo ga je nekoliko članova, a osnova je bila 14 kadetkinja zajedno s njihovim trenerom Draženom Rimarčukom te dvoje trenera koji rade u školama košarke (Mirna Mikić i Damir Božić).
Klub je u samo pet godina od B1 lige došao u najviši rang seniorskog natjecanja.

## Poznate igračice
- Ana Božić[3]
- Mihaela Lazić[4]
- Ena Ljubičić[3][5]
- Antonija Božić[6]

## Domaći uspjesi

### Kadetkinje
- Doprvakinje Hrvatske: 2015.[1]

## Vanjske poveznice
- Službene stranice ŽKK Brod na Savi  Arhivirana inačica izvorne stranice od 24. studenoga 2015. (Wayback Machine)
- Facebook stranica ŽKK Brod na Savi